# SŽD-Baureihe ВЛ84
Die beiden Lokomotiven der Baureihe ВЛ84 (deutsche Transkription WL84) der Sowjetischen Eisenbahnen (SŽD) waren Baumuster einer breitspurigen Elektrolokomotive für den Güterzugdienst auf Strecken, die mit 25 kV Wechselspannung elektrifiziert sind. Die Baureihe wurde nie in Serie gefertigt.

## Geschichte
Zum Einsatz auf der Baikal-Amur-Magistrale wurde auf der Basis des 1976 gebauten Prototyps ВЛ81-001 (WL81-001), bei der vollabgefederte Motoren statt Tatzlagermotoren eingesetzt wurden, eine verbesserte Nachfolgebaureihe entwickelt. 1979 wurden zwei Prototypen mit moderner gestaltetem Lokkasten und größerem Führerstand gebaut und als ВЛ84-001 und -002 eingereiht. Gegenüber den damals serienmäßig gebauten Lokomotiven der Baureihen ВЛ80Т (WL80T) und ВЛ80Р (WL80R) konnte die Leistung erheblich gesteigert werden, ein 4400-Tonnen-Zug konnte auf einer Steigung von 9 ‰ mit 55 km/h befördert werden.
Die Motoraufhängung im Drehgestell, die bereits bei der ВЛ81-001 unbefriedigend war, bereitete erneut Probleme, die nicht gelöst werden konnten. Daher wurde die Baureihe ВЛ84 nicht in Serie beschafft. Die ВЛ84-001 wurde zerlegt, ВЛ84-002 erhielt reguläre Drehgestelle. Aber auch sie wurde aus dem Einsatz zurückgezogen und befindet sich im Eisenbahnmuseum in Rostow am Don.
Die Konstruktion des Lokkastens, die mit der Baureihe ВЛ84 eingeführt wurde, fand später bei den Baureihen ВЛ11М (WL11M), ВЛ15 (WL15), ВЛ85 (WL85) und Э13 (E13) Verwendung.